# Hydrocèle
 Mise en garde médicale
L'hydrocèle est un épanchement de liquide aqueux entre les deux feuillets de la tunique vaginale, qui enveloppe le testicule. L’hydrocèle gonfle le scrotum mais le testicule reste normal. C’est la gêne due au volume de la bourse, qui peut parfois être très important, qui incite à consulter.
Lorsqu'elle est bénigne et sans cause identifiée, elle affecte le plus souvent le testicule gauche chez l'homme adulte. Cependant après quelques années, la différence de volume entre les deux testicules est susceptible d'augmenter (jusqu'à trois ou quatre fois) ; au-delà, il devient alors généralement nécessaire d'opérer de sorte à éviter une véritable gêne physique.

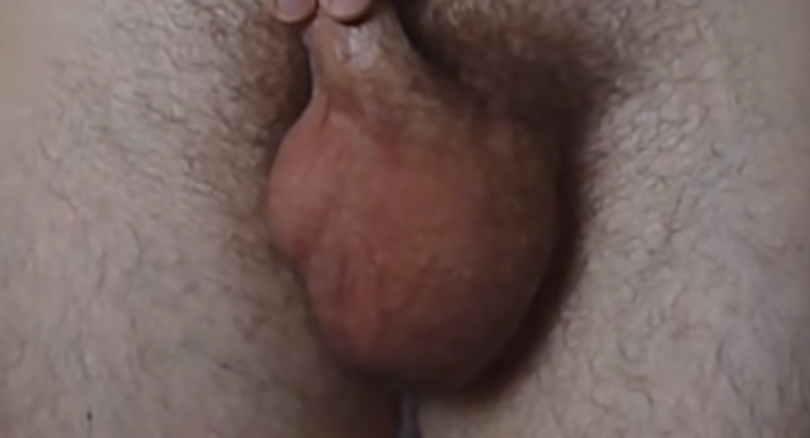

La première opération de l'hydrocèle à l'aide d'un sublimé corrosif a été décrite sous Louis XIV par le chirurgien Antoine Lambert, méthode reprise au XIXe siècle par l'anatomiste écossais Alexander Monro.

## Hydrocèle de l'enfant
Lors du développement du fœtus, les testicules descendent à partir de la cavité abdominale dans les bourses à travers un canal appelé canal péritonéo-vaginal. Puis ce canal se ferme dans la majorité des cas avant la naissance ou pendant les premiers mois après la naissance. Cependant, 5 % des enfants de sexe masculin naissent sans que ce canal soit complètement fermé permettant à du fluide séreux de s'écouler de l'abdomen au scrotum. La plupart des hydrocèles chez les enfants disparaissent dans les 12 premiers mois. Leur persistance — appelées hydrocèles communicantes — doit laisser envisager un acte chirurgical qui consiste à ouvrir la bourse, aspirer le liquide et suturer la communication entre la bourse et la cavité abdominale.

## Hydrocèle de l'adulte
Elle peut être soit idiopathique (le plus souvent) soit secondaire à un traumatisme, une infection ou un cancer.